# Mari (bogini)

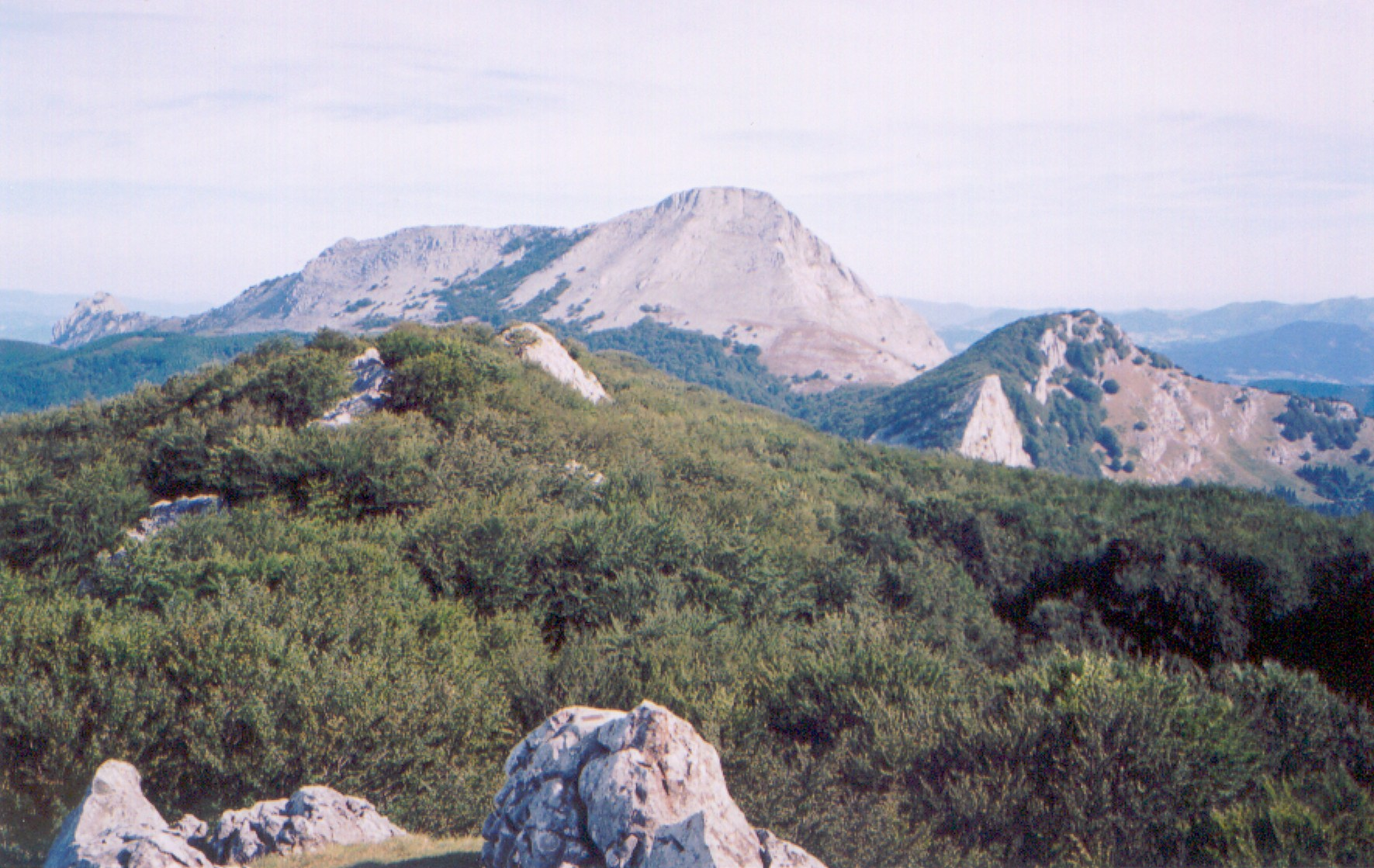
Góra Anboto w Biskai, jedna z ulubionych siedzib Mari

Mari (być może także Maiti lub Matxi) – najważniejsze bóstwo w mitologii Basków, bogini przyrody, żona boga Sugaara.
Według badaczy wierzeń baskijskich Mari była personifikacją wielkości i majestatu gór, władczynią duchów i demonów, piorunów i błyskawic, ale mogła też wywodzić się od czczonych przez starsze ludy śródziemnomorskie bogiń przyrody i płodności; jako dowód podaje się rdzeń ma występujący tak w jej imionach, jak i w imionach innych bogiń płodności, wśród nich rzymskiej Mai.
Na skutek chrystianizacji zaczęto ją utożsamiać z Najświętszą Maryją Panną.

## Imię
Istnieją teorie, że imię Mari jest zniekształceniem imienia Maryi, jednak większość badaczy odrzuca je, twierdząc, że imię Mari jest starsze niż chrystianizacja Baskonii.

## Postacie
Mari umiała przybierać różne postaci, a jej wygląd zależał najczęściej od tego, gdzie w danej chwili przebywała. Często wyobrażano ją sobie jako ptaka – zwykle kruka lub sępa, ale w niektórych rejonach także jako węża lub jedno ze zwierząt domowych (byk, koń). Potrafiła też przybrać postać drzewa, zwłaszcza dębu, który był dla Basków drzewem świętym, zjawiska atmosferycznego (chmura, tęcza, powiew wiatru), ognistej kuli lub ognistego ptaka.
Poza podziemiami potrafiła też zmienić się w człowieka. Najczęściej stawała się wtedy młodą, piękną i elegancką kobietą, czasem z aureolą, chociaż zdarzały się też wyobrażenia jej jako chłopki lub kobiety z kozimi kopytami. Ta ostatnia cecha może być jednak nie rodzimą cechą z baskijskiej mitologii, a pozostałością po czasach intensywnej chrystianizacji, gdy pogańskie bóstwa starano się utożsamiać ze złem i Szatanem.
Odosobniony był sposób postrzegania Mari w rejonie wioski Arbizu w Nawarze, gdzie opisywano ją jako groźnego, nieprzychylnego ludziom i istotom nadprzyrodzonym demona. Z kolei Muruguanie i w Amezkecie w prowincji Gipuzkoa Mari uważano za wiedźmę, która opętywała kobiety.

## Życiorys
Mari mieszkała w podziemiach, za swoje domy uważała wszystkie jaskinie w Baskonii. Stąd też nadawano jej dodatkowe imiona, by odróżnić od ogólnej istoty bogini jej konkretne, lokalne wcielenia - na przykład w Ataun nazywano ją Mari Munduku (z jaskini Mundu).
Wszystkie jej siedziby były urządzone z wielkim przepychem, z meblami i przedmiotami codziennego użytku wykonanymi ze złota i kamieni szlachetnych. Każda siedziba w pewnym stopniu różniła się umeblowaniem od pozostałych, na przykład w Otsabio Mari miała trzymać złoty posąg byka.
Przemieszaczając się, najczęściej korzystała z podziemnych tuneli, ale umiała też przeskakiwać z jednego szczytu górskiego na inny, a także latać, przyjmując postać ptaka, ognistej kuli lub płonącego sierpa. Według przekazów z okolic Arbizu, Mari czasem leciała tak nisko, że wzniecała pożary lasów. Istnieją też przekazy o Mari latającej pod postacią kobiety lub wiezionej po niebie wozem zaprzęgniętym w konie albo woły.

### Stosunek do ludzi
Mari nie była boginią opiekującą się ludźmi, ale była życzliwa tym, którzy w nią wierzyli i znajdowali się w ciężkiej sytuacji. By pomóc biednym i potrzebującym, zamieniała węgiel w złoto, a strudzonym podróżnikom pomagała przebyć najtrudniejsze odcinki drogi. Potrafiła też karać ludzi łamiących główne zasady baskijskiej moralności - nie kłam, nie kradnij, nie bądź wyniosły, nie przechwalaj się, dotrzymuj danego słowa, bądź solidarny, szanuj bliźnich. Szczególny gniew budzili w niej kłamcy oraz chciwcy, którzy ośmielili się ukraść cokolwiek z jej siedzib.

## Kult
Mari nie grała w baskijskiej mitologii takiej roli jak Zeus w mitologii greckiej czy Jowisz w rzymskiej. Nie wznoszono jej świątyń, nie miała też własnych kapłanów. Czczono ją tylko w razie potrzeby, na przykład dla wybłagania opadów deszczu. Wtedy przed jej jaskiniami organizowano rytuały taneczne, ofiarowywano barany lub monety.

## Wierzenia i przesądy
- Gdy Mari myła twarz lewą nogą, gradobicie niszczyło zboże w Dolnej Nawarze;
- pobyt Mari w Anboto wywoływał obfite deszcze, burze i silne wiatry;
- pobyt w Alona wywoływał susze;
- pobyt w Aketegi wywoływał burze z piorunami;
- gdy przebywała na górze Otoyo, nad szczytem unosiła się pojedyncza chmurka, znak, że Mari "napaliła w piecu".